# Modernismo (movimiento filosófico y cultural)

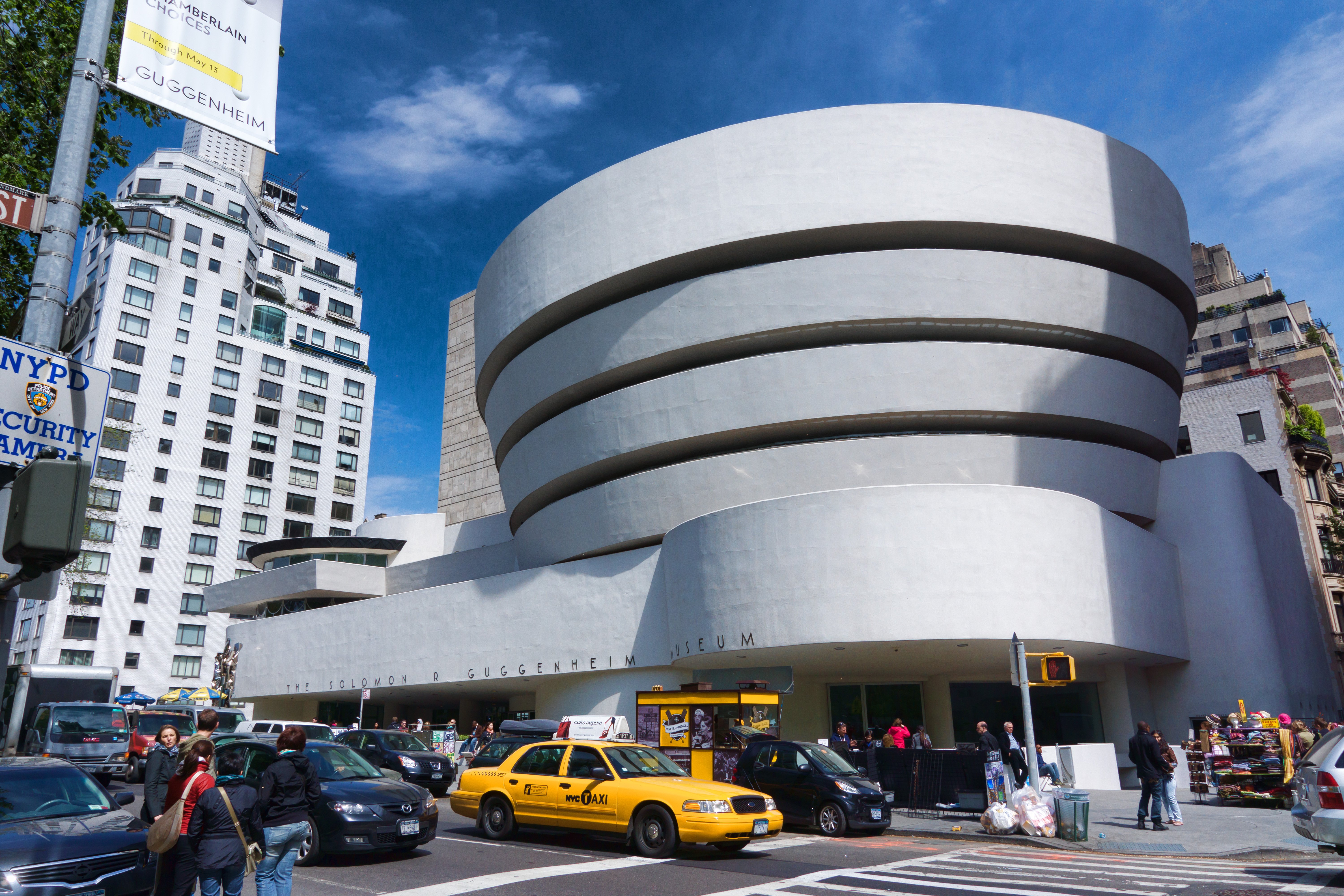
Frank Lloyd Wright, Museo Solomon R. Guggenheim 1946–1959, ejemplo de arquitectura moderna.

El movimiento moderno es tanto un movimiento filosófico como un movimiento cultural y artístico que surgió de amplias transformaciones en la sociedad occidental durante finales del siglo XIX y principios del XX. El movimiento evidenció un deseo de creación de nuevas formas de arte, filosofía y organización social que reflejaran el emergente nuevo mundo industrial, incluyendo características con formas, hasta entonces inéditas, de urbanización, tecnología y guerra. Los artistas intentaron apartarse de las formas de arte tradicionales, que consideraban anticuadas u obsoletas. Entre otras innovaciones del movimiento se pueden encontrar el arte abstracto, la novela de monólogo interior, el cine de montaje, la música atonal y dodecafónica o la pintura divisionista.
Una característica notable del modernismo es la autoconciencia con respecto a las tradiciones artísticas y sociales, que a menudo condujo a la experimentación con la forma, junto con el uso de técnicas que llamaban la atención sobre los procesos y materiales utilizados en la creación de obras de arte. 
Mientras que algunos estudiosos consideran que el modernismo continúa en el siglo XXI, otros lo ven evolucionar hacia el  modernismo tardío o el alto modernismo. Postmodernismo se aparta del modernismo y rechaza sus presupuestos básicos.

## Definición

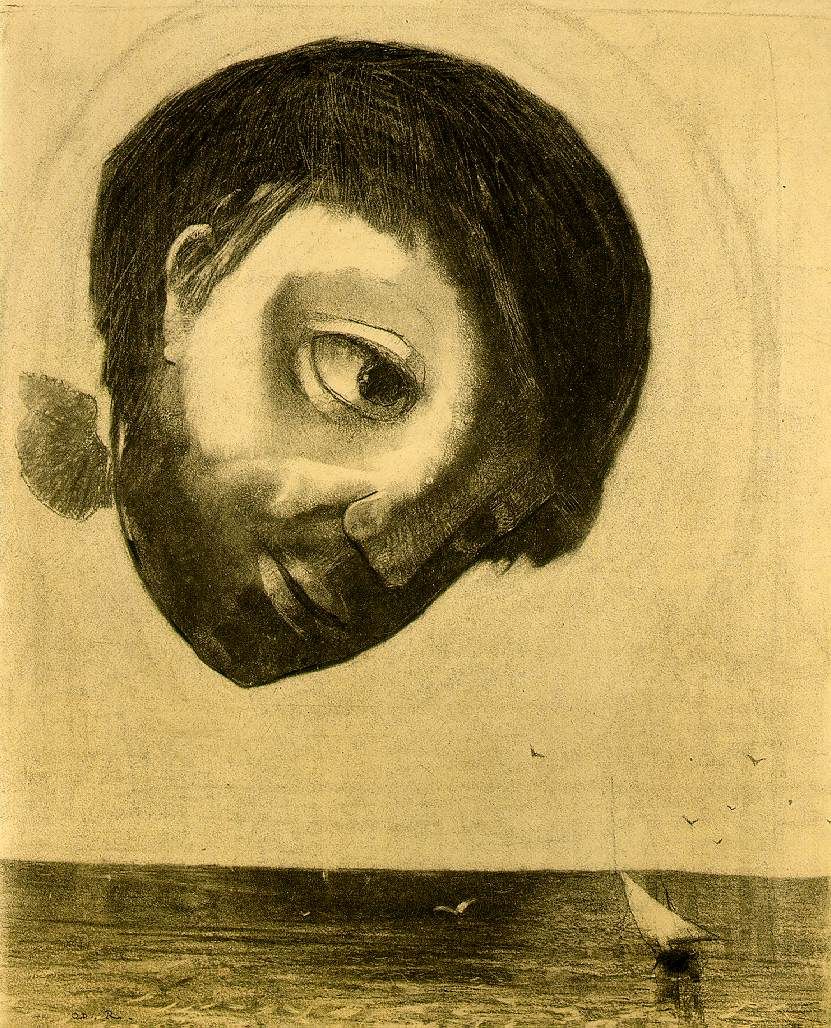
Guardian Spirit of the Waters, 1878.

Para muchos académicos, el modernismo se define como un modo de pensar o más filosóficamente, con características definidas, como la autoconsciencia o autorreferencia que se encuentra en todas las novedades en las artes y disciplinas. Más comúnmente, especialmente en Occidente, se ve como una tendencia de pensamiento socialmente progresivo que reafirma el poder de los seres humanos para crear, mejorar y remodelar su entorno con la ayuda de la experimentación práctica, el conocimiento científico o la tecnología. En el siglo XX, los procesos sociales que dieron origen a esta vorágine y la mantuvieron en un estado de perpetuo devenir se han denominado 'modernización'. Estos procesos históricos mundiales han alimentado una asombrosa variedad de visiones e ideas que tienen como objetivo hacer de los hombres los sujetos y objetos de la modernización, para darles el poder de cambiar el mundo que les está cambiando. Durante el siglo XX, estas visiones y valores se han agrupado, no con mucha precisión, bajo el nombre de 'modernismo'.
Desde esta perspectiva, el modernismo alentó reexaminar todos los aspectos de la existencia, desde el comercio a la filosofía, con el objetivo de encontrar aquello que estaba "frenando" el progreso y reemplazarlo por nuevas formas de alcanzar el mismo fin. También, otros se han centrado en el modernismo como una introspección estética, lo que facilita la consideración de reacciones específicas al uso de la tecnología en la Primera Guerra Mundial y aspectos anti-tecnológicos y nihilistas de las obras de diversos pensadores y artistas que abarcan el período desde Friedrich Nietzsche (1844-1900) hasta Samuel Beckett (1906-1989).
Para Roger Griffin, el modernismo puede definirse, en una visión maximalista, como una amplia iniciativa cultural, social o política, sostenida por el ethos de 'la temporalidad de lo nuevo'. El modernismo buscó restaurar un 'sentido de orden y propósito sublime en el mundo contemporáneo, contrarrestando así la erosión (percibida) de un nomos general, bajo el impacto fragmentador y secularizante de la modernidad.' Así, fenómenos aparentemente ajenos entre sí como 'expresionismo, futurismo, vitalismo, teosofía, psicoanálisis, nudismo, eugenesia, planificación urbana y arquitectura utópicas, danza moderna, bolchevismo, nacionalismo orgánico, e incluso el culto al autosacrificio que sustentaba la hecatombe de la Primera Guerra Mundial. Se revela una causa común y una matriz psicológica en la lucha contra la (percibida) decadencia'. Todos ellos ofertan acceder a una 'experiencia suprapersonal de realidad', en la que los individuos creían que podían trascender su propia mortalidad, y finalmente, habían dejado de ser víctimas de la historia para convertirse en sus creadores.

## Historia
El mandato de 'Hazlo nuevo' de 1934, del poeta Ezra Pound, destacado introductor de los principios de la poesía modernista, está considerado la  piedra angular del enfoque del movimiento. El modernismo rechazó explícitamente la ideología del realismo artístico  y utilizó las obras del pasado empleando la reprise y recapitulación en música o la reescritura, la revisión y la parodia. El modernismo también rechazó la certeza del pensamiento ilustrado, y muchos modernistas también rechazaron las creencias religiosas. Una característica notable del modernismo es la autoconsciencia con respecto a las tradiciones artísticas y sociales, que a menudo conducen a la experimentación con la forma, junto con el uso de técnicas sobre los procesos y materiales utilizados en la creación de obras de arte.
Mientras que algunos académicos aprecian que el modernismo continúa en el siglo XXI, otros lo ven evolucionando hacia el arte posmoderno o el alto modernismo. El posmodernismo se aparta del modernismo y rechaza sus supuestos básicos.

### Orígenes

Eugène Delacroix La libertad guiando al pueblo de Eugène Delacroix, 1830, una obra de arte Romántico.

Según un crítico, el modernismo se desarrolló a partir de la rebelión del Romanticismo contra los efectos de la Revolución industrial y los valores burgueses: "El motivo fundamental del modernismo, afirma Graff, fue la crítica al orden social burgués del siglo XIX y a su visión del mundo [...] los modernistas, portadores de la antorcha del romanticismo." Mientras que J. M. W. Turner (1775-1851), uno de los más grandes paisajistas del siglo XIX, fue miembro del movimiento romántico, como "pionero en el estudio de la luz, el color y la atmósfera", "se anticipó a los impresionistas franceses" y, por tanto, al modernismo "al romper las fórmulas convencionales de representación; [aunque] a diferencia de ellos, creía que sus obras debían expresar siempre temas históricos, mitológicos, literarios u otros temas narrativos significativos. "